# Lee Eon-hee
Pour les articles homonymes, voir Lee.
Dans ce nom coréen, le nom de famille précède le nom personnel Lee.
Lee Eon-hee (hangeul : 이언희 ; RR : I Eon-hui), connue sous le surnom stylisé E.oni, est une réalisatrice sud-coréenne, née en 1976 à Séoul (Gyeonggi).

## Biographie

### Jeunesse et formation
Lee Eon-hee naît en 1976 à Séoul, dans la province de Gyeonggi.
Jeune, elle fréquente l'université nationale des arts de Corée, à Séoul,.

### Carrière
Lee Eon-hee commence sa carrière en 2000, en tant qu'assistante de production pour le film Happy Funeral Director (행복한 장의사) dans lequel elle a eu un petit rôle, et adapte le film Take Care of My Cat (고양이를 부탁해, 2001).
En novembre 2003, elle présente son premier long métrage …ing. Le tournage de ce film a débuté avant la sortie de Take Care of My Cat.
En juin 2017, elle filme la suite intitulée The Accidental Detective 2: In Action (2018).
Le 8 juillet 2023, elle tourne la comédie dramatique Love in the Big City, adaptée d'une nouvelle tirée du recueil S'aimer dans la grande ville de Sang Young Park. Ce film est sélectionné en avant-première mondiale au Festival international du film de Toronto 2024.

### Vie privée
Le 25 avril 2009, Lee Eon-hee se marie avec le réalisateur Lee Kwon à Séoul.

## Filmographie

### Longs métrages

#### Réalisatrice
- 2003 : …ing
- 2007 : Love Exposure (어깨너머의 연인)
- 2016 : Missing (미씽: 사라진 여자)
- 2018 : The Accidental Detective 2: In Action (탐정: 리턴즈)
- 2024 : Love in the Big City (대도시의 사랑법)

#### Scénariste
- 2003 : Happy Ero Christmas (해피 에로 크리스마스) de Lee Kun-dong (en compagnie de Jung Hyun-sim et Lee Kun-dong)

### Série télévisée

#### Réalisatrice
- 2022 : The Killer's Shopping List (살인자의 쇼핑목록)